# Marcipalina detersa
Marcipalina detersa är en fjärilsart som beskrevs av Holland 1894. Marcipalina detersa ingår i släktet Marcipalina och familjen nattflyn. Inga underarter finns listade i Catalogue of Life.